# Коринт (цар)
Коринт (на старогръцки: Κόρινθος, Korinthos) в гръцката митология е през 14 век пр.н.е. цар на Ефирая, наречена по-късно на него Коринт.
Син е на Маратон и брат на Сикион. Той е смятан и за син на Зевс. Коринт е баща на Силеа, майката на Синис.
След смъртта на Епопей, бащата му Маратон, разделя царството между двата си сина. Сикион получава Aigialaia, която по-късно е наречена на него Сикион, а Коринт получава Ephyraia. Според Павзаний, Коринт умира бездетен и коринтците поставят за владетели Медея и Язон. По други източници това става по времето на цар Креон и Коринт е последван от Полиб.